# Углегорка (река)
Углегорка (Эсутору) — река на острове Сахалин, впадает в Татарский пролив, протекает по территории Углегорского муниципального района.
Длина реки — 102 км. Площадь водосборного бассейна составляет 1250 км². Общее направление течения с юго-востока на северо-запад.
Крупнейшие притоки: река Ингулец (Луговая), Константиновка, Большой Надым (Надым), Жёлтая, Аральская, Дубовка, Варя.

## Данные водного реестра
По данным государственного водного реестра России относится к Амурскому бассейновому округу.
Код объекта в государственном водном реестре — 20050000212118300007868.